# Strand van La Barceloneta
Het strand van La Barceloneta is samen met het strand van Sant Sebastià het oudste en bekendste strand van de Catalaanse hoofdstad Barcelona. Het bevindt zich in de wijk La Barceloneta tussen de Carrer de Pepe Rubianes en de voormalige gasfabriek.
Het strand is 400 meter lang, gemiddeld 79 meter breed met een ondergrond van fijn zand. In de aanloop naar de Olympische Spelen van 1992 die in Barcelona werden gehouden, kreeg het strand een flinke opknapbeurt. Er is een strandwacht die strandvlaggen gebruikt, er zijn meerdere strandtenten met terras en speeltoestellen en -velden voor strandvolleybal.
Sant Sebastià · La Barceloneta · Somorrostro · Nova Icària · Bogatell · Mar Bella · Nova Mar Bella · Llevant